# Murina shuipuensis
Murina shuipuensis (Eger & Lim, 2011) è un pipistrello della famiglia dei Vespertilionidi endemico della Cina meridionale.

## Descrizione

### Dimensioni
Pipistrello di piccole dimensioni, con la lunghezza totale di 72 mm, la lunghezza dell'avambraccio di 30 mm, la lunghezza della coda di 32 mm, la lunghezza del piede di 8 mm, la lunghezza delle orecchie di 11 mm e un peso fino a 4 g.

### Aspetto
La pelliccia è lunga e si estende sulle ali fino all'altezza dei gomiti e delle ginocchia. Le parti dorsali sono formate da un sotto-pelliccia composto da peli tricolori, con la base grigia, la parte centrale giallo-brunastra e la punta nera e da lunghi peli dorati, mentre le parti ventrali sono giallo-arancioni. Il muso è scuro, stretto, allungato, con le narici protuberanti e tubulari. Gli occhi sono molto piccoli. Le orecchie sono corte, arrotondate, ben separate tra loro e con una rientranza a metà del bordo posteriore. Le ali sono attaccate posteriormente alla base dell'artiglio dell'alluce. I piedi sono piccoli e ricoperti di peli. La coda è lunga ed inclusa completamente nell'ampio uropatagio, il quale è densamente ricoperto di peli bruno-dorati sulla superficie dorsale e di file di puntini bianchi da ognuno dei quali fuoriesce una setola biancastra sulla superficie ventrale. Il calcar è lungo.

## Biologia

### Alimentazione
Si nutre di insetti.

## Distribuzione e habitat
Questa specie è conosciuta soltanto attraverso un individuo maschio adulto catturato nel 2007 nella provincia cinese meridionale del Guizhou ed ora depositato con numero di catalogo ROM M118531 presso il Royal Ontario Museum di Toronto, Canada.
Vive nelle foreste a foglia larga umide subtropicali secondarie a circa 650 metri di altitudine.

## Conservazione
Questa specie, essendo stata scoperta solo recentemente, non è stata sottoposta ancora a nessun criterio di conservazione.